# Hochwasserdamm
Als Hochwasserdamm wird umgangssprachlich ein Damm entlang eines Flusses bezeichnet, während das Wort Deich der Fachausdruck für dieses Bauwerk ist. In Binnenländern wird Deich allerdings meist mit Kunstbauten an der Meeresküste assoziiert.

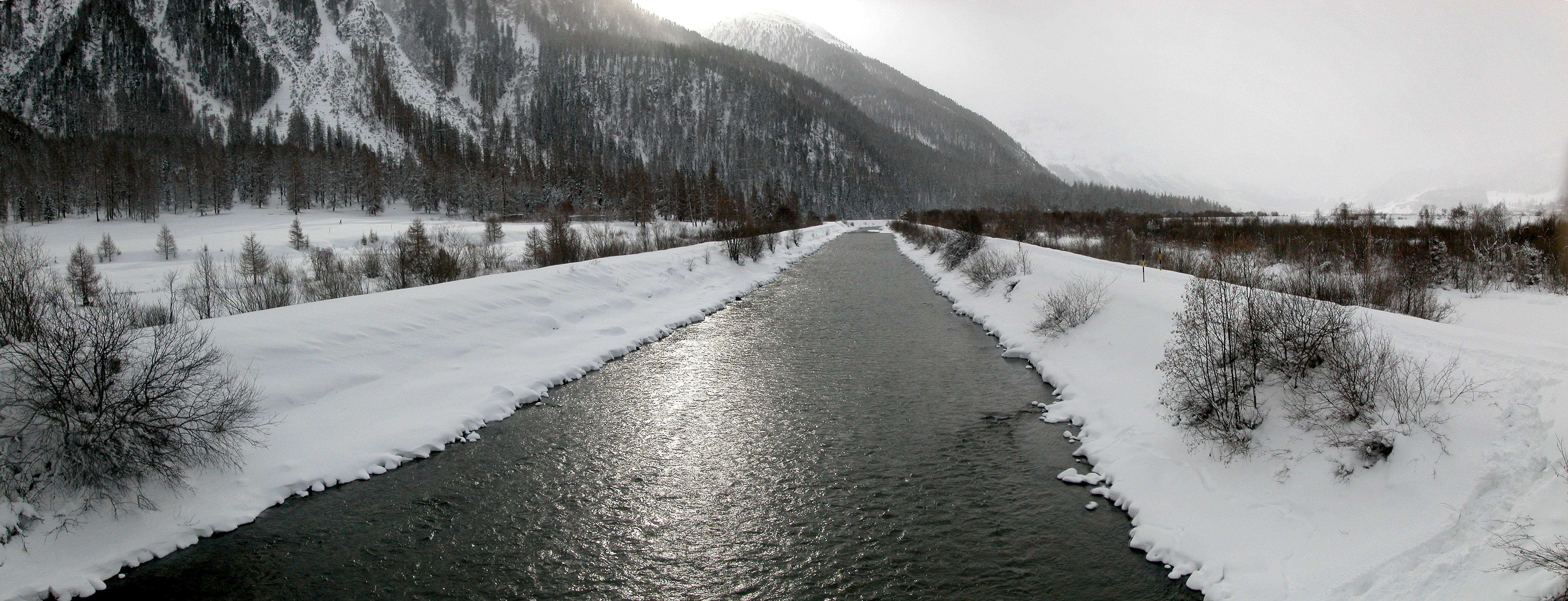
Dämme am Inn bei Bever

## Hochwasserschutz
Der Schutz vor dem Hochwasser erfolgt meist durch flussparallele Erddämme, deren Kern auch durch große Steine oder Beton verstärkt sein kann.

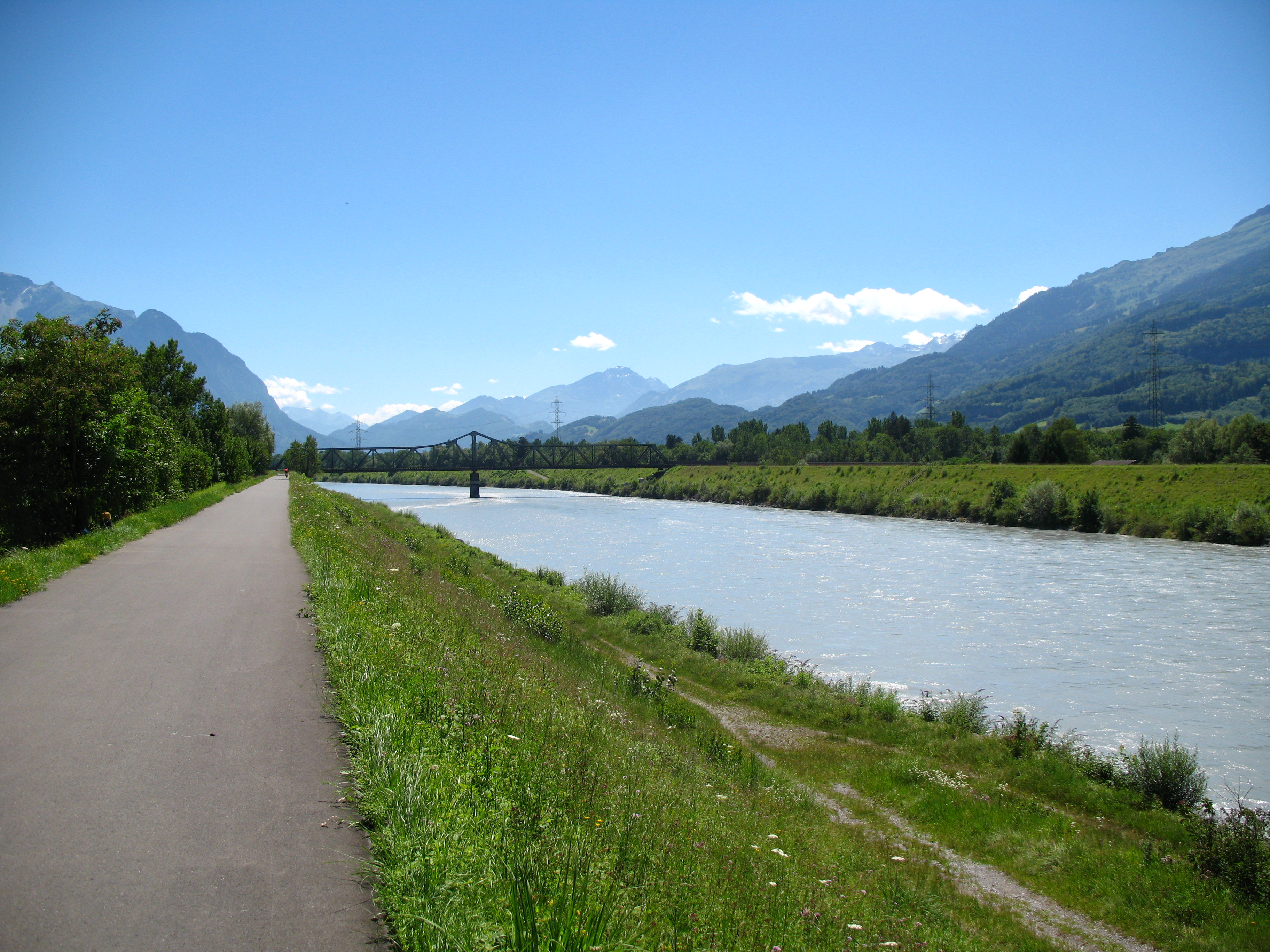
Dämme am Rhein bei Schaan/Vaduz

Während große Flüsse vor allem durchgehende Schutzbauten aufweisen, gibt es an flachen Ufern oft auch Dämme, die einzelne Ortschaften oder Niederungen schützen – etwa beim Oderbruch. Bei kleineren Flüssen beschränkt sich der Wasserbau manchmal auf solche Varianten, um unnötigen Aufwand und zu starke Eingriffe in die Natur zu vermeiden.
Ein absoluter Hochwasserschutz ist technisch nicht möglich – man kalkuliert zumeist statistisch mit Ereignissen wie 50- oder 100-jährlichem Hochwasser, allenfalls auch mit Wahrscheinlichkeiten über mehrere Jahrhunderte. Bei sonstigen, unerwartet großen Hochwässern wird der Damm zusätzlich mit Sandsäcken oder mit von Baggern herangeschafften Felsblöcken verstärkt (eine sogenannte Aufkadung). Gegen sehr langes Einsickern von Flusswasser schützen diese Behelfsmaßnahmen allerdings nur begrenzt, wie der Dammbruch am österreichisch-slowakischen Grenzfluss March im April 2006 gezeigt hat.

## Wasserbau
Viele Hochwasserdämme sind mit zusätzlichen Einrichtungen versehen, z. B. mit Schöpfwerken, mit Schleusen oder anderen Regelungen für den Überlauf, etwa zu Überschwemmungsgebieten. Oft werden sie mit Rückhaltebecken kombiniert, oder im Naturschutz zur Dotierung von Feuchtgebieten. Seit einigen Jahrzehnten wird auch darauf geachtet, dass eine Flussregulierung nicht zu einem sinkenden Grundwasserspiegel im Umland führt. 
Abnehmende Festigkeit von Dämmen oder zu viel Sickerwasser kann man durch Dichtwände stabilisieren. Nach länger dauernden Hochwässern werden sie i. d. R. auf Stabilität und Dichtigkeit überprüft oder können spezielle Abdichtungen durch Injektionen erhalten. Aufschlüsse über Stabilität und allfällige Setzungen erhält man auch periodische Nivellements entlang der Dammkrone.

## Weitere Funktionen

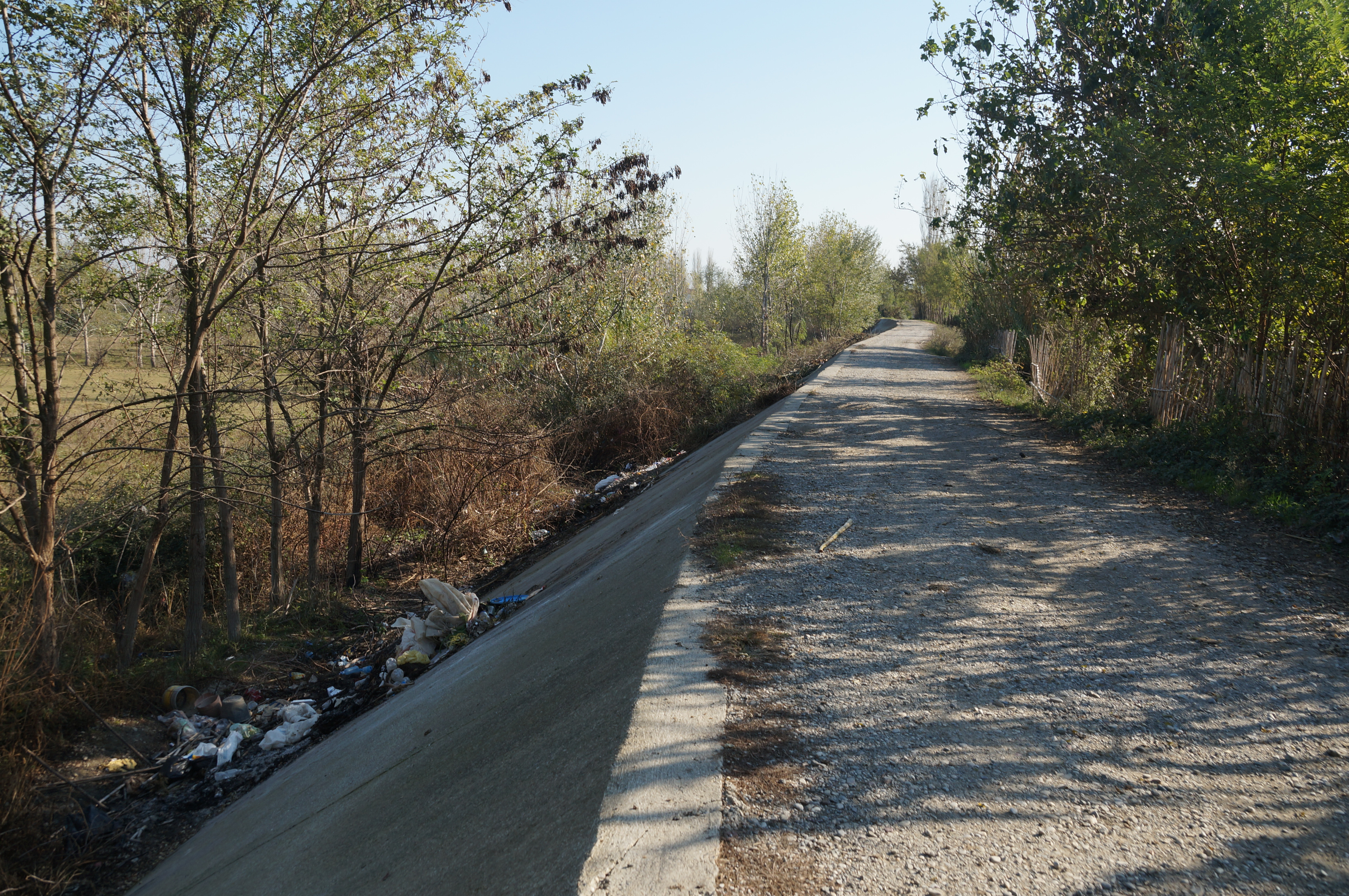
Fahrweg auf einem Damm an der Buna in Nordalbanien

Viele Hochwasserdämme haben neben ihrem Hauptzweck noch weitere Funktionen. Sie können z. B. als Fahrdamm dienen (z. B. Hubertusdamm bei Wien), mit Schleusen und anderen Einrichtungen des Wasserbaus kombiniert sein, an ihren Rändern als Grünstreifen gestaltet sein oder ein Naturschutzgebiet vom Umland abgrenzen, wie am Rhein oder bei den March- und Donauauen. In letzteren dienen sie auch zur gezielten Dotierung der Feuchtgebiete mit Flusswasser, um der Gefahr ihrer Austrocknung vorzubeugen.
Auf den meisten breiteren Dämmen verlaufen auch Wanderwege, wie auf den Hochwasserdämmen von Donau, Inn, Elbe usw. Eine spezielle touristische Bedeutung haben unter anderem die Rheinuferwege oder verschiedene Radwegenetze in Deutschland, Schweiz, Österreich und Tschechien.

## Nachteile zu großer Flussverbauung
Bei schweren Hochwässern können Dämme auch nachteilige Folgen haben, insbesondere für flussabwärts liegende Flussabschnitte. So ist beim Elbhochwasser 2002 deutlich zutage getreten, dass die starken Flussverbauungen im Oberlauf (Tschechien) und in größeren Nebenflüssen (in Deutschland v. a. Weißeritz und Mulde) das Elbhochwasser deutlich verstärkt haben. Der Hauptgrund ist, dass die meisten früheren Überschwemmungszonen in flachen Zeilen der Oberläufe der Verbauung zum Opfer gefallen sind. Dadurch können Hochwässer kaum mehr "gespeichert" werden, die Fließgeschwindigkeit erhöht sich stark – und das Problem wird zum Unterlauf verlagert. Wenn daher mehrere große Nebenflüsse gleichzeitig anschwellen (etwa bei verbreiteten Starkregen wie 2002), ist ein Katastrophen-Hochwasser die Folge.